# کمپرسور گریز از مرکز

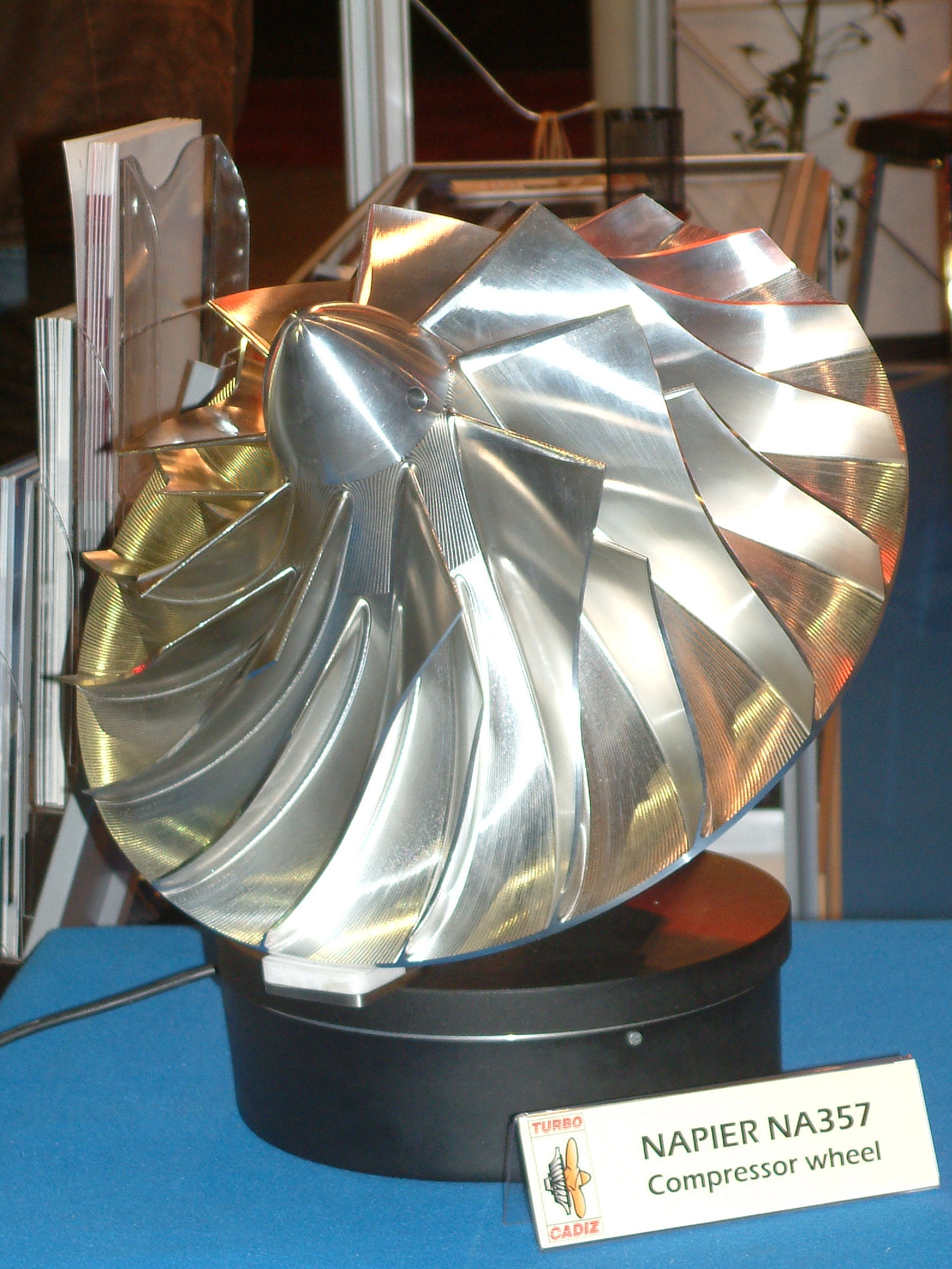
مهمترین بخش کمپرسور گریز از مرکز: پروانه شعاعی باز

کمپرسور گریز از مرکز (به انگلیسی: Centrifugal compressor) نوعی از کمپرسورهای دینامیک است.
در این نوع کمپرسور با استفاده از نیروی گریز از مرکز مقدار فشار سیال طی عبور از ایمپلر افزایش می‌یابد. بعد از ایمپلر سیال وارد پخش‌کننده می‌شود و با کاهش سرعت سیال فشار استاتیک آن افزایش می‌یابد، در ادامه سیال وارد جمع‌کننده می‌شود که مقطع آن می‌تواند دایروی، بیضوی یا مستطیلی باشد.
فشار ایجاد شده در کمپرسور گریز از مرکز به نسبت سایر کمپرسور ها از جمله کمپرسور اسکرو و کمپرسور پیستونی کمتر می باشد و دبی هوا در این کمپرسور ها بسیار زیاد است.

## استفاده از آن در صنعت ساخت چیلر
یکی از کاربردهای کمپرسورهای گریز از مرکز در صنعت چیلرسازی است که در تناژهای تبرید بالا از این نوع کمپرسورها نیز در ساختار چیلرهای تراکمی استفاده می شود. مهمترین نکته در استفاده از این نوع کمپرسور در چیلر این است که در مواقعی که به ایجاد برودت زیاد و به طور پیوسته و تمام بار نیاز باشد از این نوع به جای سایر کمپرسورها (از جمله نوع اسکرو) استفاده می شود زیرا وقتی که کمپرسورهای گریز از مرکز در حالت کم بار یا نیمه بار کار می کنند دچار افت راندمان می شوند و فقط باید در حالت تمام بار مورد استفاده قرار بگیرند.